# 75 Большой Медведицы
75 Большой Медведицы (лат. 75 Ursae Majoris), HD 108861 — одиночная звезда в созвездии Большой Медведицы на расстоянии приблизительно 398 световых лет (около 122 парсеков) от Солнца. Видимая звёздная величина звезды — +6,065m.

## Характеристики
75 Большой Медведицы — жёлтый гигант или субгигант спектрального класса G8III-IV. Радиус — около 10,44 солнечных, светимость — около 63,63 солнечных. Эффективная температура — около 4824 К.